# Mario Roffi
Mario Roffi (Spilamberto, 15 ottobre 1912 – Cona, 5 marzo 1995) è stato un politico e letterato italiano.

## Biografia
Laureato in lingua e letteratura francese nel 1935 all'Università Ca' Foscari di Venezia, insegnò lingua francese in diverse scuole superiori di Ferrara. Qui collaborò anche al Corriere Padano, quotidiano diretto da Nello Quilici. Dopo pochi anni accettò l'incarico di docente presso il liceo di Mogadiscio e, scoppiata la seconda guerra mondiale, fu catturato dai soldati inglesi e deportato in un campo di prigionia in Kenya. Tornato in Italia alla fine del 1946, si stabilì definitivamente a Ferrara, riprendendo l'insegnamento nel Liceo Ariosto e iniziando a dedicarsi all'attività politica.
All'inizio degli anni Cinquanta, fu alla vice presidenza e amministrazione del circolo Al Filò.
Nel 1952 fu nominato assessore alla "pubblica istruzione e belle arti" del Comune di Ferrara. In tal senso promosse le celebrazioni in onore di Torquato Tasso, commissionando all'architetto Luigi Piccinato la realizzazione di un teatro di verzura nel cortile del Palazzo dei Diamanti. Nel 1955-56 organizzò le celebrazioni dell'architetto Biagio Rossetti con un'importante mostra, affidandone la realizzazione a Bruno Zevi.
Nel 1953 (II legislatura) fu eletto al Senato; nel 1958 (III legislatura) alla Camera, poi nel 1963 (IV legislatura) nuovamente al Senato.
Rientrato stabilmente a Ferrara, si occupò della realizzazione di eventi culturali e della traduzione di testi dal francese (De Musset, Hugo, La Fontaine) e dall'inglese (Keats e Byron). Fu anche autore di racconti e favole (Tersuà lor sgnouri e Il topolino Mirimì). Pubblicò con gli editori Einaudi di Torino, Corbo & Fiore di Venezia, Liberty House di Ferrara, Seledizioni di Bologna. Negli ultimi anni comparve anche come attore in alcuni cortometraggi di Giuseppe Gandini, Andrea Barra e Marco Felloni.
Morì a causa di un incidente stradale alle porte di Ferrara, all'età di 82 anni.